# Palmodes
Palmodes ist eine Grabwespengattung aus der Familie Sphecidae. Das Taxon wurde 1890 von dem österreichischen Entomologen Franz Friedrich Kohl eingeführt. Typusart ist Chlorion occitanicum (Lepeletier de Saint Fargeau & Audinet-Serville, 1828).

## Merkmale
Nach Kohl (1890) besitzen die Vertreter der Gattung Palmodes folgende Eigenschaften: Die Klauen weisen zwei stumpfe Zähne an der Basis des Innenrandes auf. Das Mesonotum (Mittelsegment) ist ohne Stigmenfurche. Die Stigmen des zweiten Hinterleibtergits befinden sich in der Mitte oder hinter der Mitte des Mesoscutum (Rückenplatte). Der Tarsenkamm der Weibchen ist gewöhnlich ausgeprägt und nur bei zwei Arten (von damals 10 zugewiesenen Arten) fehlend. Die Kammstrahlen des längeren Hintertibiensporns sind auf der apikalen Hälfte mehr dornenartig, zahnartig angereiht. Der Clypeus (Kopfschild) ist flach und unbezahnt. Die inneren Augenränder der Weibchen sind parallel verlaufend. Bei den Männchen dagegen sind diese gegen den Kopfschild zusammenneigend. Die Arten sind entweder ganz schwarz oder schwarz-rot gefärbt. Die untere Afterklappe ist bei den Weibchen seitlich zusammengedrückt und in der Mitte fast kantig. Die Sternite (Bauchringe) der Männchen sind flach. Die Bauchplatte des fünften und sechsten Segmentes sind seidenglänzend tomentiert.

## Verbreitung
Die Gattung besitzt eine holarktische Verbreitung. Von 20 Arten kommen 10 in der Nearktis (Nordamerika) vor.

## Lebensweise
Die Weibchen bauen ihre Nester in Sandböden. Von Palmodes dimidiatus ist bekannt, dass das Weibchen ein Erdloch in geringer Tiefe gräbt, das nur eine einzige Brutzelle enthält, und dieses gewöhnlich mit nur einer einzigen nichtausgewachsenen Laubheuschrecke als Larvenproviant befüllt.

## Innere Systematik
Zur Gattung werden weltweit 20 Arten gezählt.

### Arten in Europa
- Palmodes intermedius – Peloponnes (Griechenland)
- Palmodes melanarius – Spanien, Halbinsel Krim
- Palmodes occitanicus – Spanien, Frankreich, Korsika, Südosteuropa
- Palmodes orientalis – Halbinsel Krim
- Palmodes strigulosus – Mittelmeerraum, Schwarzmeerregion

### Auflistung der beschriebenen Arten
Im Folgenden eine Liste der beschriebenen Arten mit deren Verbreitungsgebiet (Stand 2025):
- Palmodes californicus R. Bohart & Menke, 1961 – Nearktis
- Palmodes carbo Bohart & Menke, 1963 – Nearktis
- Palmodes dimidiatus (De Geer, 1773) – Nearktis
- Palmodes garamantis (Roth, 1959) – Algerien
- Palmodes hesperus Bohart & Menke, 1961 – Nearktis
- Palmodes hissaricus Danilov, 2020 – Zentralasien
- Palmodes insularis Bohart & Menke, 1961 – Nearktis
- Palmodes intermedius Arens, 2017 – Griechenland
- Palmodes laeviventris (Cresson, 1865) – Nearktis
- Palmodes lissus Bohart & Menke, 1961 – Nearktis
- Palmodes mandarinius F. Smith, 1856) – Zentralasien, China
- Palmodes melanarius (Mocsáry, 1883) – Kaukasus, Mittelmeerraum, Schwarzmeerregion, Zentralasien
- Palmodes minor (F. Morawitz, 1890) – Zentralasien, Kleinasien
- Palmodes occitanicus (Lepeletier de Saint Fargeau & Audinet-Serville, 1828) – Südeuropa, Mittelmeerraum, Schwarzmeerregion, Zentralasien, China, Korea
- Palmodes orientalis (Mocsáry, 1883) – Zentralasien, Mongolei, Halbinsel Krim
- Palmodes pacificus Bohart & Menke, 1961 – Nearktis
- Palmodes praestans (Kohl, 1890) – Nearktis
- Palmodes sagax (Kohl, 1890) – Woodlark-Inseln
- Palmodes strigulosus (A. Costa, 1861) – Mittelmeerraum, Schwarzmeerregion, Zentralasien
- Palmodes stygicus Bohart & Menke, 1961 – Nearktis